# Josefa García Segret
Josefa García Segret (Tuy, 1900 – Oleiros, 1986) fue una maestra socialista española víctima de la represión franquista.

## Trayectoria
Hija de Concepción Segret y Andrés García. Se casó con Hipólito Gallego Camarero. Tras el Golpe de Estado en España de julio de 1936 fue detenida el 15 de agosto. En la prisión de Tuy salvó la vida gracias a la ayuda del médico forense José Abraldes y del doctor Darío Álvarez Blázquez que simularon un embarazo de cuatro meses y luego un aborto sin feto. Fue juzgada en Vigo por rebelión el 7 de enero de 1937, siendo defendida por José Queizán Hermida, y condenada a pena de muerte. Se le conmutó la pena por cadena perpetua, y después a 6 años y un día en marzo de 1944. Estuvo presa en la cárcel de Saturrarán de febrero de 1938 a enero de 1941, en la prisión de Can Sales de Palma de Mallorca, del 5 de enero de 1941 al 8 de agosto de 1943, fecha en la  que fue trasladada de nuevo a Saturrarán de donde salió el 22 de marzo de 1944. Al abandonar la cárcel, comenzó a trabajar en el grupo de empresas de Regojo y su vida transcurrió entre Zamora, Redondela y Vigo.
En 1982, publicó un libro autobiográfico titulado Abajo las dictaduras, editado por ella misma. Consta de tres libros, formados a partir de apuntes tomados en las diferentes prisiones y conservados clandestinamente, y de cartas enviadas y recibidas. Se explica la vida de una reclusa de una manera muy directa..Terminó la obra en 1976, pero su publicación —“por las circunstancias del momento”— tuvo que esperar a 1982. Recoge también poemas compuestos en su mayoría en gallego, su lengua materna. Así, bajo el título Todo cambea, con la añoranza de la noche de San Juan, recrea el dolor y la muerte derivados de la guerra.Una gran cantidad de estas cartas, van dirigidas a su íntima amiga Dolores Valdés de Mieres- Asturias, quien compartió con ella sus penas y los castigos sufridos en la prisión de Saturrarán.
Murió en 1986 y fue enterrada en Redondela.

## Reconocimientos
García Segret tiene una calle dedicada en el barrio de Pontepedriña, en Santiago de Compostela.
En abril del 2023 el Ayuntamiento de Tomiño-Pontevedra, rindió homenaje a Josefa Segret y Dolores Valdés en una nueva edición del libro Abajo las dictaduras, en gallego, a cargo de Natalia Jorge y Marga do Val.